# 渋川則休
渋川 則休（しぶかわ のりよし）は、江戸時代中期の江戸幕府天文方、天文博士。通称六蔵。

## 人物
第3代天文方渋川敬尹の嫡男として江戸に生まれる。10歳の時に父が急死したため、門人の渋川敬也が天文方を継承し、則休はその養子となる。ところが、敬也もその1年後に急死したため、わずか11歳で第5代天文方となった。
延享3年（1746年）、将軍徳川吉宗は貞享暦の改暦を計画して則休を改暦御用に任じた。だが、父と養父を早くに亡くした則休に改暦事業は荷が重く、ただちに暦学未熟の旨を上申した。そこで、翌年1月20日に幕府は天文方を2人制として天文学・測量学に通じた西川正休を任命して則休の指導に当たらせた。また、西川任命の3日後には天文方を寺社奉行支配から若年寄支配に改めて、年若い則休を支援する姿勢を示した。
寛延2年（1749年）11月、則休は西川とともに正式に改暦命令を受け、翌年2月27日には上洛して、当時の経緯の基準点とされていた京都で改暦のための観測事業とともに陰陽頭土御門泰邦との協議を開始した。しかし同年に桜町上皇の崩御があって、改暦事業は一時中止され、則休は6月に一旦江戸に戻る。と直後に病に倒れ、則休は34歳で急逝した。法号は真涼院天山紹心居士。
墓は東京都品川区の東海寺。